# Carazziella hirsutiseta
Carazziella hirsutiseta är en ringmaskart som beskrevs av Blake och Kudenov 1978. Carazziella hirsutiseta ingår i släktet Carazziella och familjen Spionidae. Inga underarter finns listade i Catalogue of Life.